# 1807 ve fotografii
Tento článek obsahuje významné fotografické události v roce 1807.

## Narození v roce 1807
- 15. února – Noël Marie Paymal Lerebours, francouzský optik, fotograf a vydavatel († 24. července 1873)
- 20. dubna – Louis-Jean Delton, francouzský důstojník fotograf koní († 2. ledna 1891)
- 31. května – Alessandro Duroni, italský portrétní fotograf († 9. září 1870)
- 6. srpna – Dorothy Catherine Draper, první žena na fotografii († 10. prosince 1901)
- ? – Ukai Gyokusen († ?)
- ? – Giacomo Rossetti († ?)
- ? – François-René Moreaux († ?)
- ? – Carl Peter Mazer, švédský malíř, grafik a fotograf (9. března 1807 – 27. července 1884)